# Raaduvere
Raaduvere es una localidad situada en el municipio de Jõgeva, en el condado de Jõgeva, Estonia. Según el censo de 2021, tiene una población de 24 habitantes.